# Розенберг, Оттон Оттонович
Отто́н Отто́нович Розенбе́рг (Ю́лиус Ка́рл Отто́н Розенбе́рг; нем. Julius Karl Otton Rosenberg), 7 июня 1888, Фридрихштадт, Курляндская губерния, Российская империя — 26 ноября 1919, Таллин, Эстония(?)) — русский японовед и буддолог, специалист и исследователь буддийской философии.

## Биография
Родился 7 июня 1888 года в Фридрихштадте.
Сын архивариуса. Окончил с золотой медалью лютеранскую гимназию при церкви Св. Екатерины в Санкт-Петербурге.
В 1906—1911 гг. учился на Восточном факультете Санкт-Петербургского университета. Его наставниками были такие выдающиеся ученые, как Ф. И. Щербатской, крупнейший русский специалист по буддизму и индийской философии, С. Ф. Ольденбург, знаток культуры Индии, А. А. Сталь-фон-Гольштейн, А. И. Иванов, А. Д. Руднев и другие. Розенберг изучал санскрит, пали, тибетский, монгольский, китайский и японский языки. Из европейских языков, помимо родных русского и немецкого, владел английским, французским и итальянским. В 1909 г. стажировался в Боннском университете у Германа Якоби, крупнейшего санскритолога и индолога того времени.
В 1911 годы, уже в качестве сотрудника кафедры санскритской словесности Восточного факультета Петербургского университета, проходил стажировку в Берлине в Семинарии восточных языков профессора Рудольфа Ланге. После возвращения в Петербург переходит на кафедру японской словесности и литературы.
В 1912—1916 годы в аспирантуре при Токийском университете изучал буддийскую философию и догматику. В это время он знакомится с видными японскими учёными-буддологами того времени (Огихара Унрай, Такакусу Дзюнъитиро и др.).
Летом 1916 года вернулся в Россию и продолжил работу в Петербургском университете. С 1 января 1917 г. приват-доцент Восточного факультета.
6 октября 1918 году защитил магистерскую диссертацию по своему труду «Введение в изучение буддизма по японским и китайским источникам» и стал первым в Петербургском (Петроградском) университете доктором японского языка и литературы. В том же году начинает работать в Азиатском музее и Русском музее. В 1919 г. принял участие в организации первой буддийской выставки Азиатского музея. Член Русского Географического общества.
20 октября 1919 году Павловск, где жил Розенберг, был занят частями Северо-Западной армии генерала Юденича. После этого никто из сотрудников университета и музеев Розенберга не видел. Существует несколько версий места и времени смерти Розенберга:
- скончался 26 сентября 1919 г. в Павловске от сыпного тифа[3][4];
- скончался 26 ноября 1919 г. в Таллине от тифа или скарлатины[5][6]. По косвенным документам наиболее вероятная;
- умер в 1920 г. в Павловске от скарлатины[7];
- скончался в 1921 г. на Дальнем Востоке от простуды или тифа[7].

## Научная деятельность
А. Н. Игнатович отмечает, что О. О. Розенберг выступал с резкой критикой филологизма, который был господствующим течением XIX — нач. XX веков в буддологии, поскольку считал, что лингвистическая точность перевода буддийских текстов не тождественна  правильному пониманию их содержания. Методологией для изучения буддийской философии для него послужило рассмотрение философии как естественной части самого буддизма. Кроме того он разделял буддизм на два вида — «популярный» и «схоластический» буддизм, где категории догматики истолковывал обособленно. Также он привлекал в качестве источников буддийские трактаты и «философские» сутры, где в большей степени полно отражена философская составляющая буддийского учения. Он анализировал и описывал философские доктрины буддизма глядя на них «изнутри», и не стремился их рассматривать в привычных европейских рамках. Розенберг считал знакомство с работами современных буддийских теоретиков первой ступенью в исследовании классической буддийской философии. Он использовал собственную методологию анализа и истолкования понятий, где на первом месте находится основополагающая категория раннего буддизма — дхарма. Им определено, что дхармами являются некие единичные сущности обладающие безусловностью и реальностью, которые в то же время не являются ни «частицами», ни атомами, а подобны «вещам-в-себе». Живое существо и окружающий его мир («эмпирическое» бытие) являются соединением дискретных проявлений «волнующихся» (находящихся в «недолжном» состоянии) дхарм, которые в свою очередь делятся на 75 групп. «Волнение» дхарм и природа форм «волнений» определённого существа устанавливаются его «кармой», а нирвана — прекращение «волнения» дхарм. Розенбергом был обстоятельно  изучен «механизм» работы «эмпирического» бытия и выхода из колеса сансары — «успокоение» дхарм. Его исследования в области буддийской философии оказали сильное влияние в мире на развитие буддологических исследований, чему способствовал перевод на немецкий язык его главного труда — «Введение в изучение буддизма по японским и китайским источникам».
Первая часть, «Свод лексикографического материала», была напечатана в Токио в 1916 г. и представляет собой словарь-указатель санскритских, китайских и японских буддийских терминов. Но из-за малого тиража (Розенберг издавал его за собственный счет) и  международной обстановки этот словарь оказался недоступен многим специалистам и не получил должной оценки.
Вторая часть, его магистерская диссертация «Проблемы буддийской философии», была опубликована как самостоятельная книга издательством Факультета Восточных языков Петроградского университета осенью 1918 года. Собственно, эта книга и сделала его знаменитым. Она ознаменовала собой переворот в буддологии, так как в ней было показано:
1. В буддизме имеются принципиально различающиеся популярный, народный, и философский уровень.
2. Систематически философский уровень буддизма изложен в шастрах, философских трактатах буддизма. В сутрах философия буддизма представлена не в систематической форме.
3. Основой философии буддизма является теория дхарм, рассмотренная в Абхидхарма-питаке.[8]
4. Буддизма «вообще» нет. Учение исторически существовало и существует только в виде отдельных школ и направлений.

Перу Розенберга принадлежит также ряд статей, опубликованных в русских, немецких и японских научных журналах.
Исходя из идеи В. П. Васильева (1818—1900), Розенберг разработал метод систематизации китайских и японских иероглифов. Эту систему он описал в статьях на японском и английском языках, где привёл систематизацию 8000 наиболее употребляемых иероглифов. Разработанный на её основе метод четырёх углов и сегодня  иногда применяется при составлении китайских и японских словарей.

## Опубликованные работы
- Введение в изучение буддизма по японским и китайским источникам:
  - Часть I. Свод лексикографического материала. — Токио, 1916.
  - Часть II. Проблемы буддийской философии// Игнатович А.Н. О.О. Розенберг. Труды по буддизму. — М.: Наука, 1991 г. С. 44-254. ISBN 5-02-016735-5
- Пособие по изучению японского идеографического языка. — Токио, 1917.
- О миросозерцании современного буддизма на Дальнем Востоке. // Игнатович А.Н. О.О. Розенберг. Труды по буддизму. — М.: Наука, 1991 г. С. 18-42. ISBN 5-02-016735-5
- Путь созерцания // Болдырев Н. Антология дзэн. — Аркаим, 2004. С. 19—21. ISBN 5-8029-0508-5
- Rosenberg O. Arrangement of the Chinese Characters according to an Alphabetical System being the Introduction to a Japanese Dictionary of 8000 Characters and List of 22000 Characters. – Tokyo, 1916.
- Rosenberg O. Die Weltanschauung des modernen Buddhismus im fernen Osten. – Materialien zur Kunde des Buddhismus. 6 Heft. Heidelberg, 1924.
- Rosenberg O. Die Probleme der buddhistischen Philosophie. - Materialien zur Kunde des Buddhismus. 7/8 Heft. Heidelberg, 1924.